# Ljubljanska parkirišča in tržnice
Javno podjetje Ljubljanska parkirišča in tržnice d.o.o. je javno podjetje (družba z omejeno odgovornostjo), ki deluje v sklopu holdinga Javni holding Ljubljana in upravlja s parkirišči, parkomati, odvozi in priklenitvijo vozil, ljubljansko tirno vzpenjačo, avtosejmom, učnim centrom varne vožnje, tržnicami in prometno signalizacijo.
Podjetje upravlja s petimi tržnicami v Ljubljani:
- Osrednja ljubljanska tržnica na Vodnikovem trgu
- Tržnica Šiška
- Tržnica Moste
- Tržnica Bežigrad
- Tržnica Koseze